# Belisana australis
Belisana australis là một loài nhện trong họ Pholcidae. Loài này được phát hiện ở Úc (Queensland và Lãnh thổ Bắc Úc) và Indonesia (Molukken).